# Susan Floyd
Susan Floyd , née le 13 mai 1968 à Cincinnati dans le Ohio, est une actrice américaine.

## Biographie
Susan Lynn Floyd est née à Cincinnati en 1968. Elle a étudié Shakespeare au théâtre national, avec Kenneth Washington. Elle s'installe à New York et devient actrice de théâtre. Elle tourne dans son premier film principal en 2000 Chinese Coffee tourné par Al Pacino.

## Filmographie

### Cinéma
- 1998 : Big Night : Joan
- 1999 : Random Hearts : Molly Roll
- 2001 : Chinese Coffee : Joanna
- 2001 : L'Intrus (Domestic Disturbance) d'Harold Becker
- 2003 : Particles of Truth : Louise
- 2006 : Forgiven : Kate Miles
- 2006 : Brother's Shadow : Emily
- 2007 : The Invasion : Pam
- 2007 : Tattered Angel : Julie Morrison

### Télévision
- 1998 : New York, police judiciaire (saison 8, épisode 18) : Andrea Blake
- 2000 : New York, unité spéciale (saison 1, épisode 22) : Mrs. Morrow
- 2002 : New York, section criminelle (saison 2, épisode 4) : Linda Bonham
- 2002 : New York, police judiciaire (saison 13, épisode 2) : avocate de la défense Jessica Sheets
- 2003 : New York, police judiciaire (saison 14, épisode 1) : avocate de la défense Jessica Sheets
- 2006 : New York, police judiciaire (saison 16, épisode 13) : avocate de la défense Jessica Sheets